# 梳狀致動

數位全息顯微鏡底下的梳狀致動器

梳狀致動是驅動器的一種，通常利用兩導電梳齒的靜電力來進行驅動。

## 原理
對固定梳齒及移動梳齒施加電壓時，兩者之間會產生靜電力而相互吸引。致動器產生的力量大小，與梳齒間的電容變化成正比；驅動電壓的大小、梳齒數量與梳齒間的間隙亦會有所影響。梳齒被設計成不會相互接觸 (因為那樣就不會產生電壓差)。一般來說， 會設計成每個齒都能滑過另一個齒並卡入到相對應的凹槽中。
若將馬達的線性運轉轉換成旋轉或其他運動，則可以操縱彈簧、槓桿及曲軸。
靜電力可透過最初存儲於電容內的電能生成，再進一步區分為斥力或引力。存儲於電容中的電能可由以下公式求得：
{\displaystyle E={\frac {1}{2}}CV^{2}}
{\displaystyle F={\frac {1}{2}}{\frac {\partial C}{\partial dx{\scriptstyle {\text{drive}}}}}V^{2}}
若使用平行導電板作為電容，則產生的力F為：
{\displaystyle F={\frac {-1}{2}}{\frac {nt\epsilon _{0}\epsilon _{r}V^{2}}{d}}}
{\displaystyle V} =施加的電動勢， 
{\displaystyle \epsilon _{r}} =相對介電常數， 
{\displaystyle \epsilon _{0}} =真空介電常數(8.85pF/m)
{\displaystyle n} =兩側電極的總齒數， 
{\displaystyle t} =電極板的厚度， 
{\displaystyle d} =電極之間的間隙。

## 梳狀驅動器的結構
- 可互相卡入的成排梳齒，一半固定，另一半為可移動，且為電隔離
- 靜電引力/斥力
- CMOS驅動電壓
- 增加齒數以產生更大的力量 (通常為10μm)

## 尺寸問題
梳狀致動器的應用尺度通常是微米或奈米等級，並透過由塊體微加工或表面微加工生成的矽晶薄片加以製成。梳狀致動器無法將間隙 (等同於驅動距離) 增加太多。因為間隙越大，所要求的驅動電壓就越大。因此這部分會受到電擊穿的限制。更重要的一點是，間隙大小的限制等同於對驅動距離的限制。